# Helictopleurus pluristriatus
Helictopleurus pluristriatus là một loài bọ cánh cứng trong họ Bọ hung (Scarabaeidae).